# COMOS
COMOS ist eine Plant Engineering Softwarelösung der Siemens AG. Der Einsatzbereich dieser Software liegt vor allem in der Prozessindustrie für Planung, Betrieb und Instandhaltung von verfahrenstechnischen Anlagen und deren Asset-Management.

## Geschichte
Das Softwaresystem COMOS (Akronym für Component Object Server) wurde ursprünglich von der Firma Logotec Software GmbH, später der innotec GmbH (gegründet 1991 mit Hauptsitz in Schwelm) entwickelt und vertrieben. Die erste Version kam 1996 auf den Markt. Im Jahr 2008 wurde die innotec GmbH vom Siemens-Konzern übernommen, COMOS wird von einer Tochtergesellschaft, der Siemens Industry Software GmbH, weiterentwickelt und international vermarktet. Der aktuelle Stand ist COMOS Generation 10.

## Produktmerkmale
Ursprünglich wurde COMOS als integriertes CAE-System für das Engineering im Anlagenbau entwickelt: alle verfahrenstechnischen Gewerke und die beteiligten Disziplinen der EMSR-Technik sollten auf einer Systemplattform nahtlos zusammenarbeiten können.
COMOS besitzt die Merkmale Objektorientierung, zentrale Datenverwaltung und offene Systemarchitektur. Schnittstellen ermöglichen die Integration in bestehende IT-Infrastrukturen oder die Zusammenarbeit mit ergänzenden Softwaresystemen. Das Softwaresystem COMOS beruht auf einer zentralen Datenplattform und beinhaltet kombinierbare Anwendungen. Diese helfen bei der Planung und Errichtung, beim Betrieb und bei der Außerbetriebsetzung von Industrieanlagen.

## Anwendungsgebiete
Die Software wird einerseits von Anlagenplanern (z. B. EPC) eingesetzt zur Planung von Anlagen der Prozessindustrie (Chemie, Energie, Wasser/Abwasser, Pharma, Öl und Gas, Lebensmittel etc.). Andererseits auch von den Betreibern von Anlagen der genannten Branchen, da COMOS nicht nur Planungs-, sondern auch Betriebsabläufe unterstützt. Regelmäßig finden Anwender-Konferenzen statt. COMOS ist aufgrund der Architektur für Engineering geeignet: es kann große Datenmengen verwalten und durchgängig zur Verfügung stellen. Siemens wirkt bei der Standardisierung von Export- und Importschnittstellen mit (DEXPI – Data Exchange in the Process Industry), eine Initiative zusammen mit BASF, Bayer, Covestro und Evonik.

## Funktionsumfang
Das Softwaresystem ist modular aufgebaut. Die Funktionalitäten der COMOS Plattform unterstützen die Digitalisierung einer Anlage beispielsweise durch die objektorientierte Datenbank und eine spezielle Layertechnik, die das gemeinsame und konsistente Arbeiten an Daten oder Dokumenten erlaubt. Änderungen an Objekteigenschaften oder Attributen können in Datenblättern sowie unterschiedlichen Bildschirmmasken vorgenommen werden. Auch Massenabfragen und Massenänderungen sind möglich.
Mit COMOS Process werden verfahrenstechnische Prozesse entworfen. Durch die Anbindung an gängige Prozess-Simulatoren werden bereits in einer frühen Planungsphase die Prozessdaten mithilfe von Verfahrensfließbildern festgelegt und mit dem Engineering verfahrenstechnischer Anlagen zusammengeführt. Über ein weiteres Modul lassen sich diese Daten dann präzisieren. Die Rohrleitungsplanung auf Basis von Rohrleitungs- und Instrumentierungsfließbildern erfolgt über festgelegte Industriestandards bei den jeweiligen Rohrklassen. In der weiteren geometrischen Planung durch Isometrien erfolgt ein Datenaustausch auf Basis der ISO 15926. Am Ende steht das virtuelle 3D-Design der Anlage.
COMOS Automation dient der elektrischen Planung von Anlagen bis hin zu deren vollständiger Automatisierung: Dabei werden elektro-, mess-, steuer- und regelungstechnisch (EMSR-) relevante Vorgänge abgedeckt. Funktionsplanungen und -sequenzen können nach gängigen Normen angefertigt werden, Ablaufsteuerungen lassen sich auch grafisch erstellen. Diese Informationen können direkt mit Prozessleitsystemen wie z. B. Simatic PCS 7 ausgetauscht werden.
COMOS Operations unterstützt den Anlagenbetrieb nach Inbetriebnahme. Planungsdaten können in der Betriebsphase genutzt und erweitert werden. Es gibt Lösungen für die Instandhaltung während des Betriebs, während Inspektionen oder Wartungsstillständen. Durchgeführte Reparaturen oder Wartungsmaßnahmen können mithilfe mobiler Instandhaltungsprozesse direkt aus dem Feld in das zentrale System rückgemeldet werden.
Mit COMOS Lifecycle ist ein nachvollziehbares Management von Dokumenten und Daten möglich. Es erfüllt die strengen Anforderungen der FDA Behörde. Über sichere Zugangsmöglichkeiten kann weltweit verteilt mit den Informationen gearbeitet werden.
Die Schulung von Anlagenpersonal ist durch das Visualisieren und Simulieren von 3D Virtual-Reality-Modellen und entsprechenden Trainingsszenarien mit COMOS Walkinside möglich. Walkinside wurde durch den 3D-Spezialisten VRcontext entwickelt und konnte durch die Übernahme der Firma durch den Siemens-Konzern im Jahr 2012 in die Software integriert werden.